# ジワリ修道院

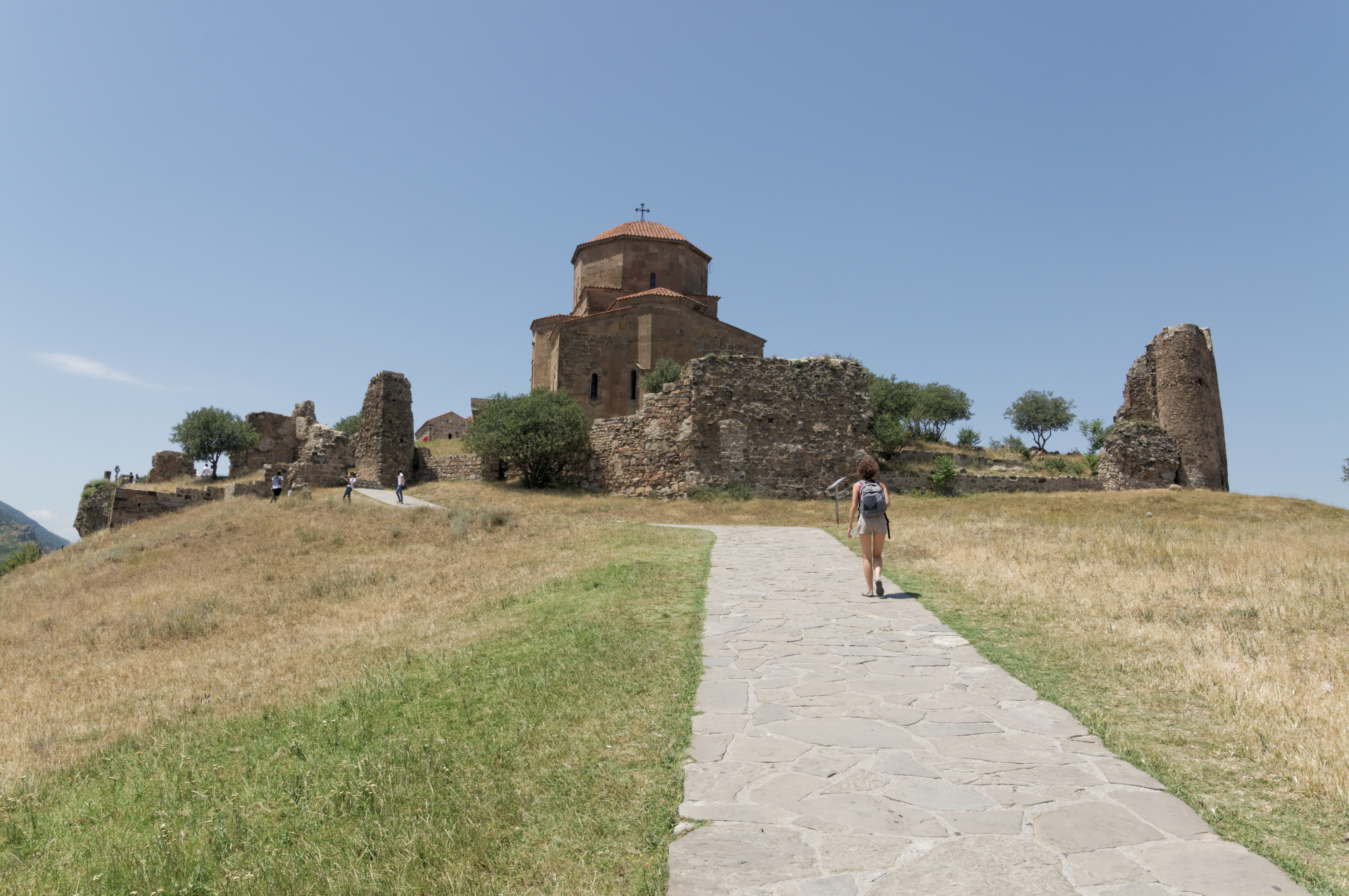
ジワリ修道院、全景

ジワリ修道院（グルジア語:ჯვრის მონასტერი）は、グルジア正教会の修道院。単に「ジワリ」とも言われる。6世紀の建築で、ジョージア（グルジア）の東部ムツヘタ（世界遺産）の近郊に位置する。修道院の名称を直訳すると、「十字架の修道院」となる。これと同名のグルジア人による修道院が、エルサレムにも存在する。

## 歴史
伝記によれば修道院は4世紀、グルジアへキリスト教を伝道したと信じられている女性の伝道者、グルジアの亜使徒光照者ニノが祈りのためこの地に滞在し、ムツヘタの高地にある丘へ十字架を建てたのが始まりであるという。
この地に最初に規模の小さな教会が建てられたのは西暦およそ545年で、ジワリ小教会と名付けられた。2番目となるより大きな教会で、ジワリ大教会と名付けられた教会は、この近隣に586年から605年の間に建設された。この大教会は四葉型（テトラコンチ）型建築の典型であり、グルジアだけでなく南コーカサス地域全体で通俗的な建物であった。この教会はグルジア国内にある他の多くの教会のモデルとなった。一風変わった様々なリリーフ彫刻は、ファサードを装飾している。ジワリ修道院とその施設の重要性は何年にも亘って増し、多くの巡礼者を惹きつけている。この大教会は現在も主要な式典に使用されており、聖ニノが建てたと言われる十字架の一部も見ることが可能である。
何世紀にも亘って、ジワリ修道院の建造物は浸食や不十分な管理によって損傷に悩まされている。1994年にムツヘタにある他の2つの建造物とともにユネスコ指定の世界遺産に登録されたが、2016年まで危機にさらされている世界遺産のリストに登録されていた。